# Iglesia de San Gabriel (Manhattan)
La iglesia de San Gabriel (en inglés Church of St. Gabriel) fue una iglesia parroquial bajo la autoridad de la Arquidiócesis católica de Nueva York, ubicada en 310 East 37th Street en el barrio Murray Hill de Manhattan, en Nueva York, desde 1865 hasta 1939.

## Historia
La iglesia de San Gabriel se formó a partir de la Iglesia de San Juan Evangelista en la calle 55. La parroquia se formó en 1859. Antes de la construcción de la iglesia, los servicios se llevaban a cabo en un edificio de ladrillos de dos pisos en 306 East 36th Street. El primer rector fue Guillermo H. Clowry.
El terreno para la iglesia fue donado por Henry J. Anderson, profesor de matemáticas en Columbia College. En 1860 se organizó una escuela parroquial, ubicada en 311 East 36th Street. El primer piso de la escuela de niños era la capilla, donde se celebraban las misas dominicales para la congregación de 1500 miembros. La iglesia de San Gabriel fue dedicada el 12 de noviembre de 1865 por el arzobispo John McCloskey. Dos de los sacerdotes de San Gabriel en el cambio de siglo sirvieron más tarde como cardenal arzobispo de Nueva York, John Murphy Farley y Patrick Joseph Hayes.
La Escuela selecta de St. Gabriel (para niñas) en 229 East 36th Street fue dirigida por las Hermanas de la Caridad de Mount Saint Vincent. Los Hermanos de las Escuelas Cristianas dirigían la escuela de niños.
La parroquia cerró en 1939 para dar paso al túnel Queens-Midtown que une Manhattan con Queens. La congregación se dividió entre la Iglesia de los Sagrados Corazones de Jesús y María y la Iglesia de Santa Inés. El edificio fue demolido en mayo de ese año. El altar, los bancos y las estatuas se enviaron a la recién construida iglesia de San Gabriel en Riverdale.
Los registros sacramentales de la ahora cerrada Iglesia de San Gabriel fueron transferidos a la cercana Iglesia de San Esteban. Los primeros registros de la escuela parroquial se encuentran en el Colegio de Mount Saint Vincent, Riverdale. St. Vartan Park, ubicado entre las calles 35 y 36, se conocía anteriormente como St. Gabriel's Park antes de que se le cambiara el nombre en 1978 por la catedral armenia de San Vartan cerca de la Segunda Avenida.

## Arquitectura
La construcción de un edificio de la iglesia se retrasó debido a la Guerra de Secesión. El edificio fue diseñado por el arquitecto Henry Engelbert en estilo neogótico. La primera piedra se colocó en 1864. La estructura era de ladrillo con una fachada de piedra rojiza. Esta se extrajo en la localidad de Belleville. La bóveda de crucería descansaba sobre 18 columnas. El presbiterio presentaba una gran pintura de la Anunciación, del artista Giuseppe Mazzolini. Se dedicaron dos altares laterales a la María y a José de Nazaret.